# Citheronia princeps
Citheronia princeps är en fjärilsart som beskrevs av Walker 1855. Citheronia princeps ingår i släktet Citheronia och familjen påfågelsspinnare. Inga underarter finns listade i Catalogue of Life.